# Tobias Verhaecht
Tobias Verhaecht (Antwerpen (1561 - aldaar, 1631) (ook Tobias van Haecht genoemd) was een Brabants kunstschilder en tekenaar. Hij was ook actief in Rome en Florence.

## Biografie
Hij was de vader van Willem van Haecht. Tobias stak de Alpen over in de jaren 1580 en had naam verworven in Firenze en Rome.In 1590 werd hij lid van het Antwerpse Sint-Lucasgilde en huwde een jaar later met Suzanna van Mockenborch, een verwante van Peter Paul Rubens. Zij overleed in 1595.
Verhaecht was de leermeester van zijn zoon en gedurende een korte periode van Rubens (rond 1592) maar hij beïnvloedde diens latere werk niet. Onder zijn andere leerlingen waren onder meer Jacques Backereel, Cornelis Bol, Pieter van den Hoeck, Abraham Matthys, Marten Rijckaert en Joos de Momper.

## Schilderstijl[1]
Slechts enkele werken van zijn blijkbaar eens omvangrijk oeuvre zijn bewaard gebleven, grotendeels landschappen. Jaren na zijn terugkeer uit Italië zijn de fantastische berglandschappen een bewijs van de invloed die Pieter Bruegel de Oude op Verhaecht en andere schilders van zijn generatie had. Verbonden als Verhaecht zich voelde met de maniëristische traditie van panoramische landschappen, bleef hij gebruik maken van bruine en blauwe kleuren. Zijn persoonlijke stijl is te herkennen in de korte, dichtbij mekaar geplaatste pennentrekken in bomen en gebladerte.

## Galerij

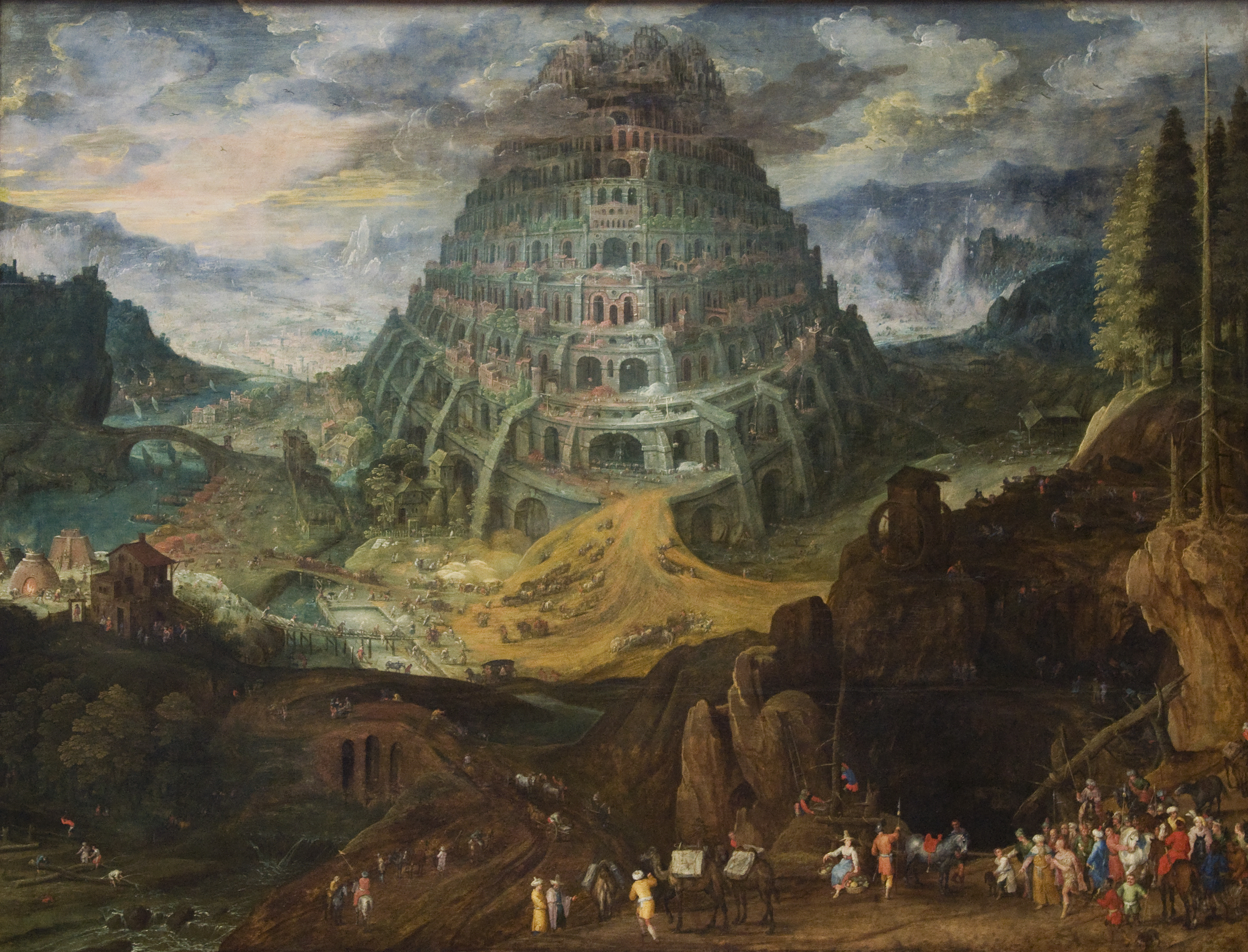
Toren van Babel van Tobias Verhaecht en Jan Brueghel de Oude in het Koninklijk Museum voor Schone Kunsten (Antwerpen)
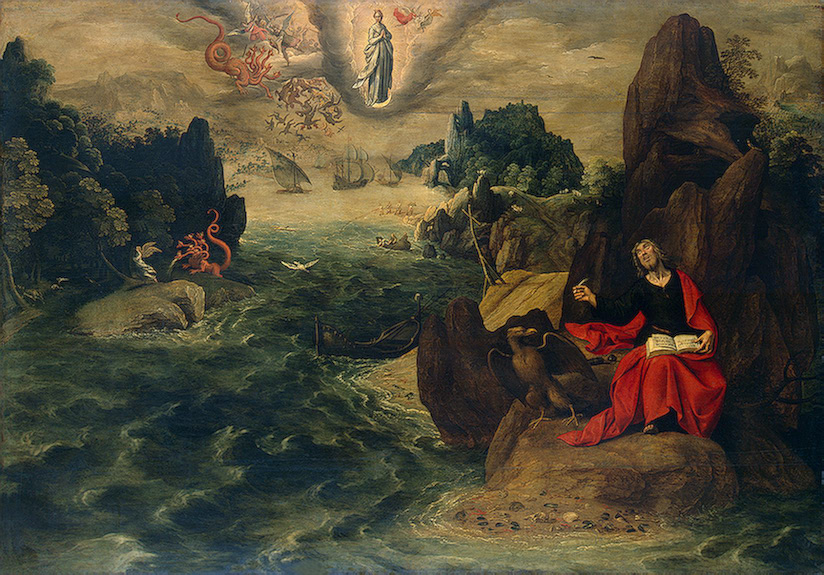
Johannes de Evangelist te Patmos
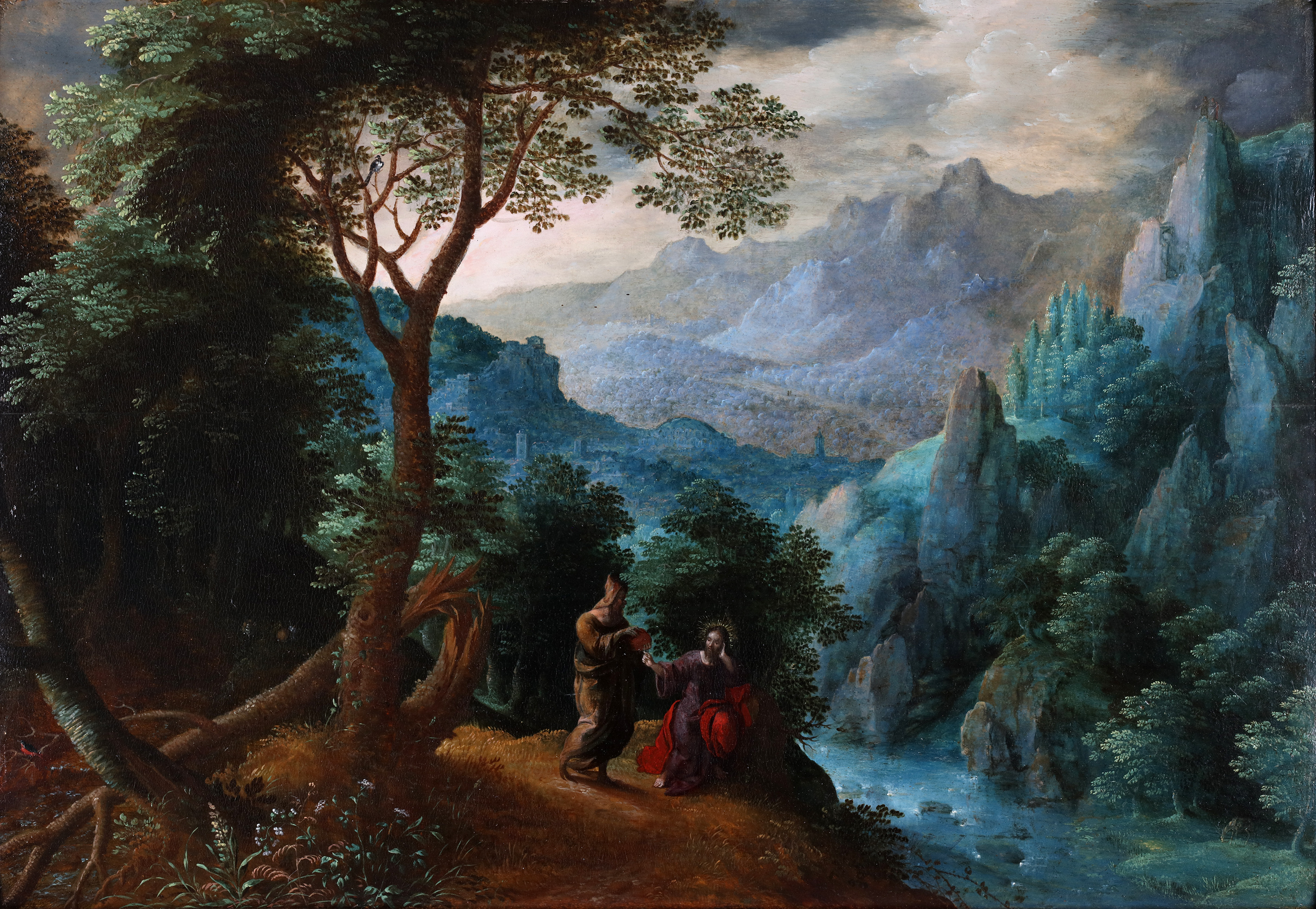
De verzoeking van Christus (Franse collectie)

- Biblioteca Nacional de España: XX6564189
- Bibliothèque nationale de France: cb14966539c (data)
- Biografisch Portaal: 63708153
- Gemeinsame Normdatei: 137354258
- International Standard Name Identifier: 0000 0001 1578 7190
- RKD-Nederlands Instituut voor Kunstgeschiedenis: 80246
- Union List of Artist Names: 500003815
- Virtual International Authority File: 27337360
- WorldCat: E39PCjyypK8yycPxX7yRHbKQVP